# 기원전 제10천년기
기원전 제10천년기는 기원전 10000년부터 기원전 9001년까지이다. 세계 인구는 100만~1000만 명 사이였고, 대부분은 남극과 질랜디아를 제외한 모든 대륙에 걸쳐 수렵채집사회를 이루며 살았다.

## 사건
- 기원전 10000년 경: 위스콘신 빙하가 녹아 지금은 소멸한 아가시즈 호를 형성함.[2]
- 기원전 10000년 경: 비옥한 초승달 지대에서 최초의 농업의 시작.
- 기원전 10000년 경: 사하라 사막 암각화가 그려짐.[3]
- 기원전 10000년 경: 가나 보즘푸라 동굴에서 도자기가 만들어짐.
- 기원전 9400년 경: 말리 은두구에서 도자기가 만들어짐.
- 기원전 9335년 경: 영국 노스요크셔주에 마글레모제인들이 정착함.[4]
- 기원전 9050년 경: 클로비스 문화의 확대.[5]